# JAMA Surgery

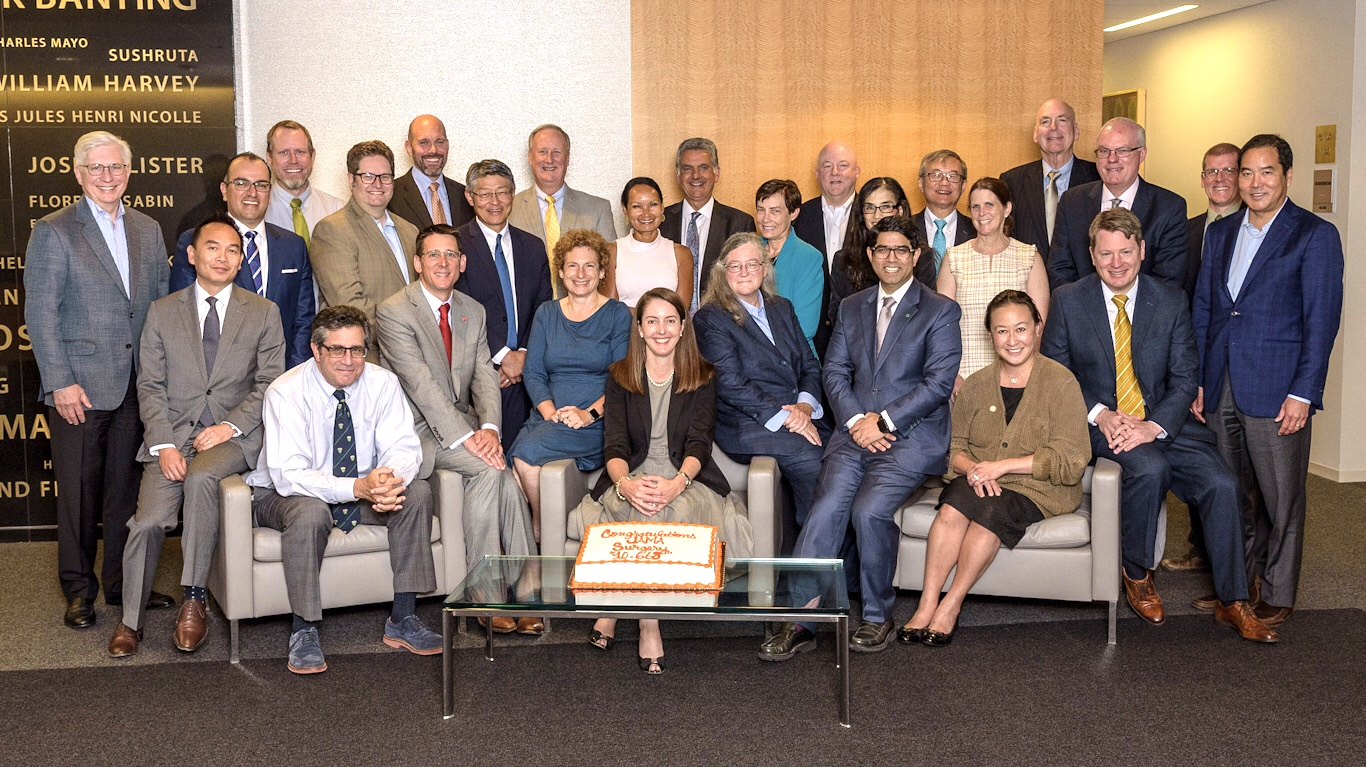
JAMA Surgery, editorial board 2018

JAMA Surgery, abgekürzt JAMA Surg., ist eine wissenschaftliche Fachzeitschrift, die von der American Medical Association veröffentlicht wird. Sie wurde 1920 unter dem Namen Archives of Surgery gegründet und erhielt 2013 den derzeitigen Namen; sie erscheint mit zwölf Ausgaben im Jahr. Es werden Arbeiten aus allen Bereichen der Chirurgie veröffentlicht.
Derzeit wird der Impact Factor für den alten und den neuen Titel ermittelt. Im Jahr 2014 lag der Impact Faktor für Archives of Surgery bei 4,926. Nach der Statistik des ISI Web of Knowledge wird das Journal mit diesem Impact Factor in der Kategorie Chirurgie an neunter Stelle von 198 Zeitschriften geführt. Für JAMA Surgery lag der Impact Faktor bei 3,936, was zur 14. Stelle führte.